# Китайские верховки
Китайские верховки (лат. Aphyocypris) — род рыб семейства карповых. Обитают в Восточной Азии.

## Описание
Пресноводные рыбы. Рот имеет нижнее положение. Усиков нет. Боковая линия неполная. У вида Aphyocypris pulchrilineata боковая линия отсутствует.

## Список видов
В мировой фауне четыре вида:
- Aphyocypris chinensis Günther, 1868
- Aphyocypris kikuchii Oshima, 1919
- Aphyocypris lini Weitzman and Chan, 1966
- Aphyocypris pulchrilineata Zhu, Zhao and Huang, 2013[2]

## Распространение
Представители рода встречаются на Дальнем Востоке России, в Китае, Японии, Корее, на Тайване